# Primeira Divisão 2012 (Macao)
La Primeira Divisão 2012 è la 29ª edizione della massima competizione nazionale per club di Macao, la squadra campione in carica è il Windsor Arch Ka I.

## Classifica
|                  | Pos. | Squadra          | Pt | G  | V  | N | P  | GF | GS | DR  |  |
| ---------------- | ---- | ---------------- | -- | -- | -- | - | -- | -- | -- | --- |  |
| Macao (bandiera) | 1.   | Ka I             | 45 | 18 | 14 | 3 | 1  | 59 | 12 | +47 |  |
|                  | 2.   | Monte Carlo      | 43 | 18 | 13 | 4 | 1  | 45 | 18 | +27 |  |
|                  | 3.   | Benfica de Macau | 35 | 18 | 11 | 2 | 5  | 35 | 15 | +20 |  |
|                  | 4.   | Porto de Macau   | 30 | 18 | 9  | 3 | 6  | 36 | 21 | +15 |  |
|                  | 5.   | Lam Pak          | 28 | 18 | 8  | 4 | 6  | 41 | 32 | +9  |  |
|                  | 6.   | Kuan Tai         | 26 | 18 | 8  | 2 | 8  | 32 | 32 | +0  |  |
|                  | 7.   | Lam Ieng         | 18 | 18 | 5  | 3 | 10 | 30 | 39 | −9  |  |
|                  | 8.   | PSP Macao        | 17 | 18 | 5  | 2 | 11 | 17 | 30 | −13 |  |
|                  | 9.   | MFA Develop      | 15 | 18 | 4  | 3 | 11 | 25 | 40 | −15 |  |
|                  | 10.  | Hong Ngai        | 0  | 18 | 0  | 0 | 18 | 5  | 86 | −81 |  |

Legenda:

      Campione di Macao
      Retrocesse in Macao Second Division League 2013
Note:
Tre punti a vittoria, uno a pareggio, zero a sconfitta.